# Dafins

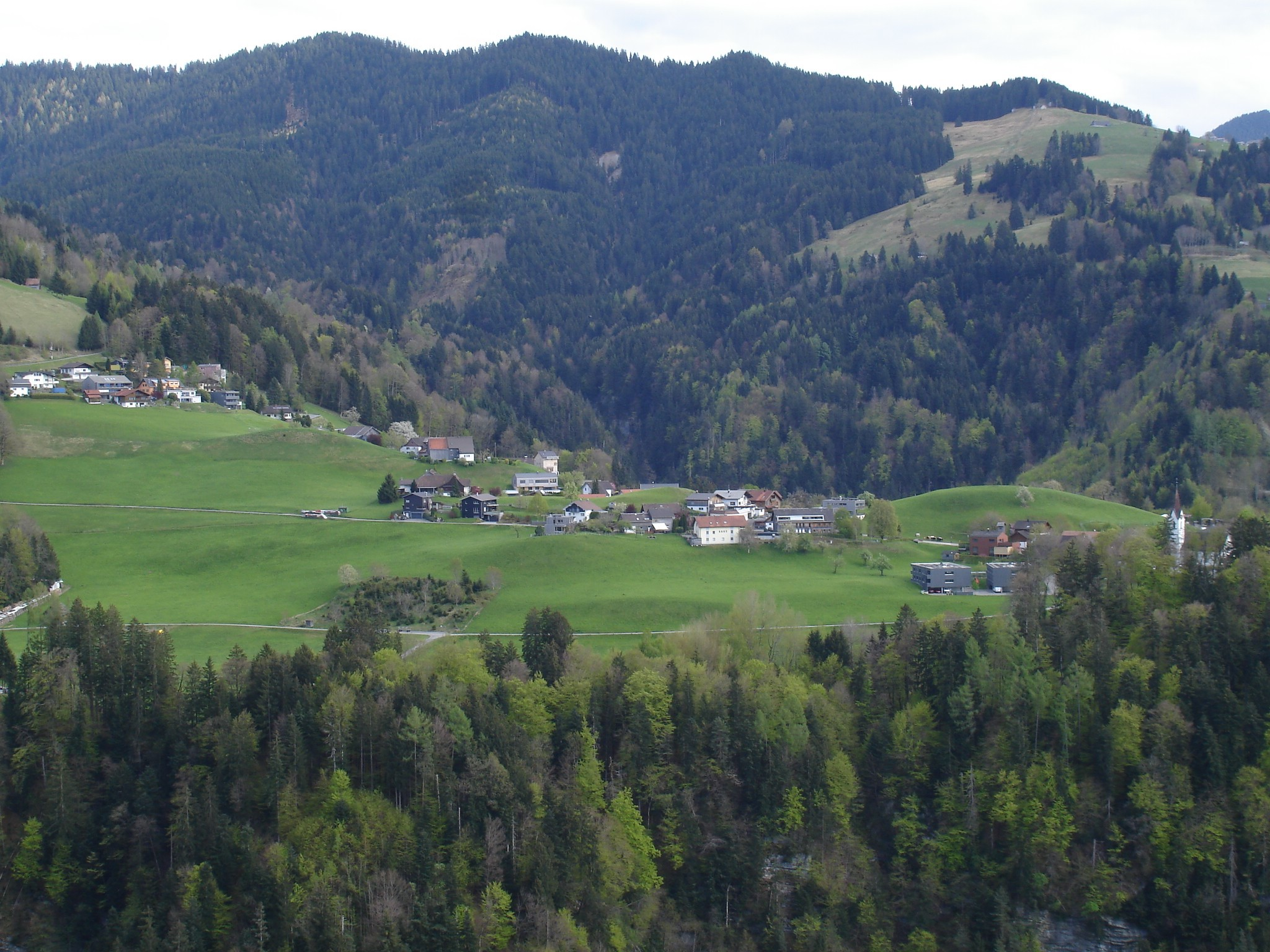
Dafins von Norden, von Viktorsberg-Schlattegg

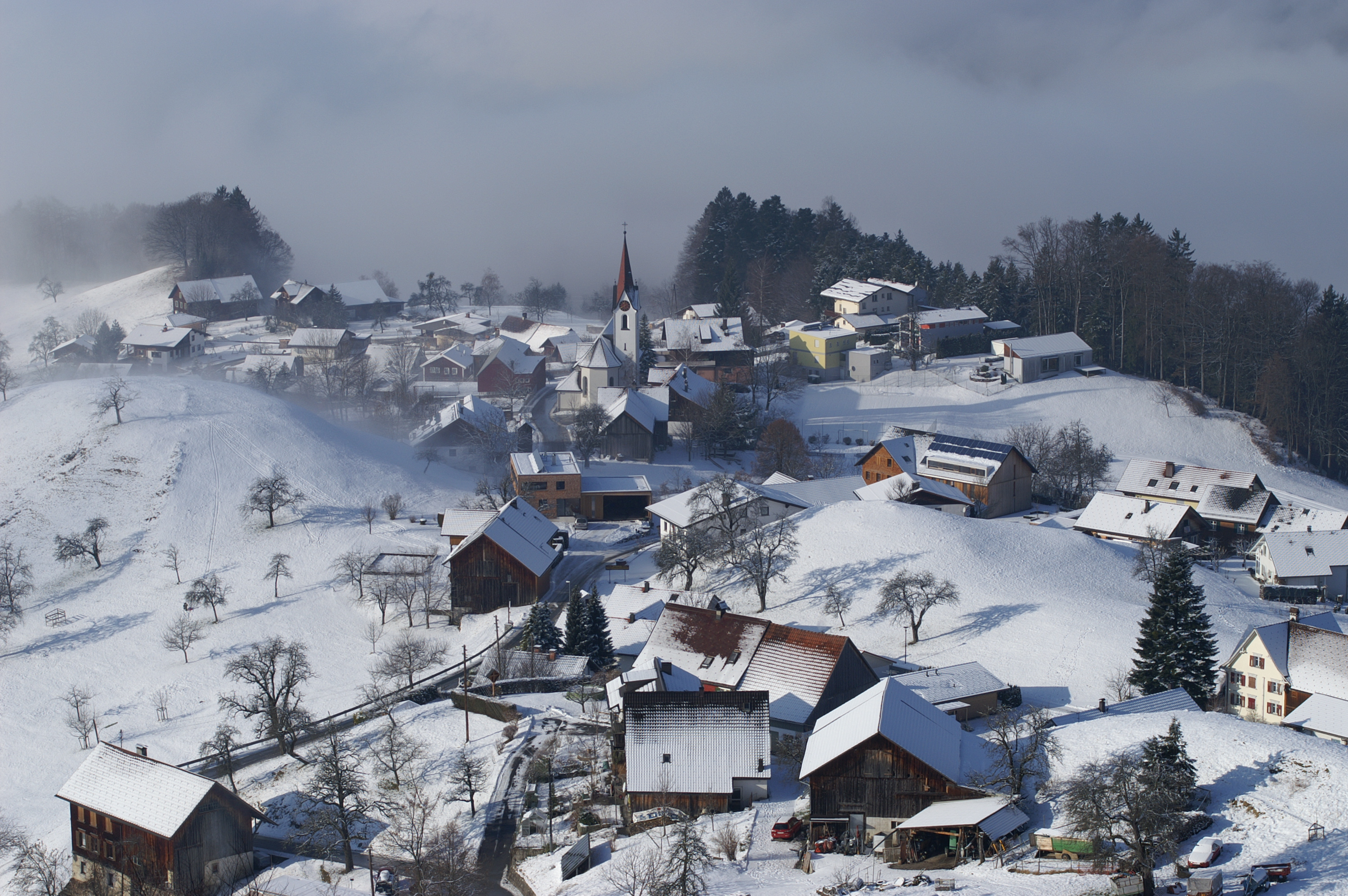
Dafins

Dafins ist ein Dorf in Vorarlberg und gehört politisch zur Gemeinde Zwischenwasser.

## Lage und Ausdehnung
Es liegt zwischen den Bächen Frödisch und dem Frutz. Dafins setzt sich aus den Parzellen Wanne, Unterberg, Oberberg, Morsch, Birket und Madlens zusammen. Dafins ist ein charakteristisches Straßendorf, welches an der Talsohle des Rheintales beginnt und sich bis auf eine Höhe von 2004 Metern, dem Hohen Freschen, erstreckt.

## Name und Sprache
Dafins, rätoromanisch/romanisch: Travinnis, war noch lange Zeit eine rätoromanische Sprachinsel im alemannischen Sprachgebiet. So wie auch  Sulz (Sulns) oder Weiler (Willer).

## Sonstiges
Am oberen Ende der Dorfstraße beginnt eine für den Verkehr gesperrte Straße, welche im Winter als Rodelbahn genutzt wird. In Dafins gibt es eine zweiklassige Volksschule mit Kindergarten, eine Außenstelles des Sozialzentrums Röthis und einen Dorfladen.
In den 1920er Jahren entstand der Masellaweg. Dies ist ein, teilweise in die extrem steilen Wände des Dafinser Schrofens geschlagener, Holzbringeweg. Dieser führt aus dem waldreichen Frödischtal mit leichtem Gefälle zum Rheintal und sollte den Holzabtransport vor allem im Winter ermöglichen.

## Belege
1. ↑  Eberhard Tiefenthaler: Die rätoromanischen Flurnamen der Gemeinden Frastanz und Nenzing, Innsbruck 1968, S. 6.
2. ↑  Masellaweg. Abgerufen am 6. Mai 2024.

Koordinaten: 47° 17′ 38″ N, 9° 41′ 6″ O